# Gustaf Mæchel
Gustaf Carl Mæchel, född 10 oktober 1826 i Västerviks församling, Kalmar län, död där 3 februari 1887, var en svensk konsul och riksdagsman.
Gustaf Mæchel var konsul för Tyskland i Västervik och ledamot av riksdagens andra kammare.